# Будильник (телепрограмма)
«Буди́льник» — детская телепрограмма, выходившая на советском и российском телевидении в 1965—1997 годах . 

## История передачи
3 октября 1965 года первый раз на экранах телевизоров появилась утренняя получасовая передача для детей — «Будильник». Она выходила в одно и то же время — в 9:30 в воскресенье, и длилась полчаса.
Первой ведущей телепрограммы была Маргарита Корабельникова.
В программу приглашались известные актёры, выступали дети и детские коллективы, разыгрывались небольшие миниспектакли, проводилось «мультлото» — выбор мультфильма среди заявок, присланных зрителями по почте (по аналогии с популярным тогда «Спортлото»).
В заставке «Будильника» 1970-х годов («Прекрасно, если вам с утра…») был использован первый куплет «Утренней песенки» в исполнении ВИА «Самоцветы»; музыка Б. Савельева, слова З. Петровой.
В 1985 году[уточнить] у передачи появилась новая заставка с двумя героями — будильником и петушком. Придумал заставку Александр Татарский, а музыку к заглавной песне на стихи Зои Петровой написали Григорий Гладков и Юрий Чернавский. С 12 февраля 1989 года хронометраж утренней детской передачи, получившей через неделю новое название «С утра пораньше», увеличился сразу вдвое, но с 1 сентября 1991 сократился сначала до 45 минут, а ещё через год стал изначальным — 30 минут. В 1995 году её на некоторое время переименовали в «Не зевай!», потом вернули прежнее название («С утра пораньше»).
Последний выпуск программы вышел 17 мая 1997 года под названием «С утра пораньше».

## Ведущие и некоторые участники передачи
- Александр Абдулов[6]
- Татьяна Агафонова[7]
- Амаяк Акопян[8][9]
- Александр Алёшичев[10]
- Олег Анофриев[11]
- Юрий Антонов[12]
- Лариса Бабенко[13]
- Юрий Богатырёв[14][15][16][17]
- Геннадий Бортников[13][18]
- Леонид Броневой[13]
- Ролан Быков[9]
- Юрий Васильев[19]
- Татьяна Веденеева[13][18][19]
- Евгений Весник
- Александр Вдовин[17]
- Алексей Весёлкин
- Владимир Винокур[12]
- Ангелина Вовк
- Александр Воеводин[20]
- Юрий Волынцев[12][21][22]
- Григорий Гладков[12][23]
- Михаил Глузский[18]
- Наталья Голубенцева[24]
- Светлана Жильцова
- Борис Заходер[24][25]
- Александр Зацепин[20]
- Рина Зелёная[7][26]
- Александр Ильин[27][28]
- Владимир Ильин[27][28]
- Людмила Ильина[18]
- Инесса Ковалевская[12]
- Маргарита Корабельникова
- Александр Котов[27][28]
- Людмила Крылова[20]
- Александр Курляндский[9]
- Ксения Кутепова[24]
- Александр Леньков[21]
- Евгений Леонов[29]
- Авангард Леонтьев[15]
- Валентина Леонтьева
- Сергей Майоров[30]
- Сергей Мартинсон[31]
- Спартак Мишулин
- Ирина Муравьёва[11][32][33]
- Раиса Мухаметшина[8]
- Наталья Назарова[14][15][17]
- Роман Филиппов[7]
- Елизавета Никищихина[7]
- Александра Данилова[7]
- Сергей Образцов[34][35]
- Сергей Павлов
- Евгений Петросян
- Владимир Пинчевский[17][19][36]
- Ирина Понаровская[37]
- Яна Поплавская
- Олег Попов[10][38]
- Сергей Проханов[11][32][39][40]
- Алла Пугачёва[20]
- Михаил Пуговкин[7][41]
- Сергей Рубеко[24][27][28]
- Рудольф Рудин[9]
- Надежда Румянцева[12]
- Владимир Сальников[27][28]
- Екатерина Семёнова[23]
- Александр Ситковецкий[12]
- Павел Смеян[16]
- Виталий Соломин[33]
- Евгений Стеблов[32]
- Антон Табаков[42]
- Валентина Толкунова[37]
- Георгий Тусузов
- Пётр Фёдоров[27][28][43]
- Иван Уфимцев[12]
- Эдуард Хиль[37]
- Фёдор Хитрук[20]
- Виктор Чижиков[9]
- Владимир Шаинский[37]
- Елена Шанина[21][22]
- Владимир Перетурин
- Екатерина и Вячеслав Троян

### Постоянные персонажи
- Капитан Врунгель — Юрий Волынцев / Михаил Пуговкин
- Помощники Врунгеля — Елена Шанина (юнга), Александр Леньков (Фукс)
- Мюнхгаузен — Леонид Ярмольник / Владимир Пинчевский
- Почтальон Печкин — Александр Вдовин

## Некоторые выпуски
- «Охотники», цикл выпусков (в ролях Савелий Крамаров, Рудольф Рудин и Владимир Храмов) (1971)[44]
- «О том, как любимый внук собирался в школу» (1974)[45]
- «Встреча с Риной Зелёной» (1977)[26]
- «Встреча с Евгением Леоновым» (1977)[46]
- «К дню рождения Александра Зацепина» (1977)[47]
- «„Волк и семеро козлят“ на новый лад» (1977)[48]
- «Встреча с Сергеем Мартинсоном»[31] (1979)
- «Мультлото» (1979)[49]
- «Бриф! Бруф! Браф!» (стихи и сказки Джанни Родари) (1979)[50]
- «Песни Владимира Шаинского» (1981)[37]
- «Песни на стихи Юлия Кима» (1981)[51]
- «Воспоминания о школьных годах» (1982)[52]
- «Фотоохота» (1982)[53]
- «Сказки Степана Писахова» (1982)[54]
- «Корней Чуковский» (1982)[55]
- «День рождения» (1982)[56]
- «Английская детская поэзия» (1983)[27][28]
- «Уют-компания» (1983)[57]
- «Капитан Врунгель у Нептуна» (1983)[21]
- «Стихи Самуила Маршака» (1984)[58]
- «Встреча с Евгением Леоновым» (1983)[29]
- «Рассказы Михаила Зощенко» (1984)[14]
- «Полный вперёд! Невероятные приключения барона Мюнхгаузена» (1984)[59]
- «Весёлый трамвай» (по произведениям Л. Пантелеева) (1984)[60]
- «Интуиция Врунгеля» (1984)[61]
- «Три медведя» (1984)[62]
- «Два Врунгеля» (1985)
- «Новогодние приключения капитана Врунгеля» (1985)[22]
- «Поющие широты» (1985)
- «Сказки Андерсена» (1985)[63]
- «Дядя Стёпа — Михалков» (1985)[13]
- «На стихи Романа Сефа» (1985)[16]
- «Приключения Алиски в Вообразилии» (1986)[64]
- «Стихи Агнии Барто» (1986)[15]
- «Детективная история о пропаже писем зрителей» (1986)[65]
- «Рассказы А. П. Чехова» (1986)[66]
- «Придумки» (1986)[67]
- «Кот Леопольд» (1986)[68]
- «Как папа был маленьким» (1986)[69]
- «День учителя» (1986)[9] (1987)[70]
- «Даю уроки волшебства» (1987)[71]
- «Раиса Виноградова и кукла Кирюша» (1987)[72]
- «Великий лгун и фантазёр — барон Мюнхгаузен» (1987)[73]
- «Интервью с братьями Гримм» (1987)[74][75]
- «Необычный класс» (1988)[76]
- «Журнал „Ёж“» (1988)[42]
- «Ярмарка скороговорок» (1988)[77]
- «Коллекция» (1988; выпуск посвящён мультфильму «Остров сокровищ»[78])
- «Урок-опера» (1989)[79] (1990)[80]
- «Шахматы» (1990)[19]
- «Новогодний мульткласс» (1990)[12]

## Факты
- В 1967 году в одном из выпусков программы состоялся дебют Аллы Пугачёвой на телевидении. Начинающая 18-летняя певица в прямом эфире исполнила песню Бориса Савельева «Иду из кино»[81].

## Технические детали
- Продолжительность: 30 минут.
- Время выхода в эфир: воскресенье, утром в 9:30.
- Метод записи: видеоплёнка, немонтируемая (не поддаётся монтажу).
- Цветность: цветная.